# Navarretia linearifolia
Navarretia linearifolia är en blågullsväxtart. Navarretia linearifolia ingår i släktet navarretior, och familjen blågullsväxter.
Arten delas in i följande underarter:
- N. l. linearifolia
- N. l. pinnatisecta